# Церква Покрови Пресвятої Богородиці (Тустоголови)
Церква Покрови Пресвятої Богородиці в Тустоголовах — парафія і храм греко-католицької громади Зборівського деканату Тернопільсько-Зборівської архієпархії Української греко-католицької церкви в селі Тустоголови Тернопільського району Тернопільської области.

## Історія церкви
Парафія була заснована у 1938 році, і того ж року розпочалося будівництво храму, яке тривало до 1990 року. Головною благодійницею стала Галина Комарніцька, яка пожертвувала кошти на іконостас. Також до будівництва долучилися жителі села Тустоголови та сусідніх громад.
Парафія належала до УГКЦ з 1938 по 1946 рік. У 1990 році вона повернулася в лоно Української греко-католицької церкви, і цього ж року владика Михаїл Колтун освятив храм.
Богослужіння біля недобудованого храму проводилися ще з 1938 року, а після освячення у 1990 році їх почали здійснювати вже всередині церкви.
Парафію відвідували з візитаціями єпископ Михаїл Колтун (1990) та Тернопільсько-Зборівський митрополит архиєпископ Василій Семенюк (2012).
При парафії діють братство Матері Божої Неустанної Помочі та Вівтарна дружина. На території церкви також встановлена фігура Матері Божої.

## Парохи
- о. Іван Пиріг (1990—1998),
- о. Іван Гараг (1998—2000),
- о. Петро По-ловко (2000—2001),
- о. Володимир Гуцанюк (2001—2003),
- о. Андрій Мушинський (з 2003).